# لوکات (کالیفرنیا)
لوکات (به انگلیسی: Lookout) یک منطقهٔ مسکونی در ایالات متحده آمریکا است که در شهرستان مودوک، کالیفرنیا واقع شده‌است. لوکات ۱۴٫۱۲۳ کیلومتر مربع مساحت و ۸۴ نفر جمعیت دارد و ۱٬۲۶۳ متر بالاتر از سطح دریا واقع شده‌است.